# Alletrine
Le alletrine sono un gruppo di composti chimici sintetici, utilizzati in particolare per gli insetticidi. Si tratta di piretroidi sintetici, e furono sintetizzati per la prima volta da Milton S. Schechter negli Stati Uniti nel 1949. L'alletrina fu il primo piretroide sintetizzato.

## Tossicità e meccanismi di azione
Le alletrine hanno una ridotta tossicità per molti mammiferi e per gli uccelli, sono tuttavia molto efficaci nell'uccidere insetti, difatti vengono spesso utilizzate nella composizione di insetticidi domestici, specie per quelli anti-zanzare, come lo zampirone. Gli effetti sugli insetti si traducono in una paralisi, tendenzialmente mortale, del sistema nervoso. Le alletrine hanno alta tossicità anche per tutti gli invertebrati acquatici e per i pesci. Le alletrine sono molto tossiche anche per i gatti, in quanto essi non possiedono alcuni enzimi - come la glucuronosiltransferasi - necessari per la detossificazione epatica di questi composti.